# Єгорова Олена Георгіївна
Єго́рова Оле́на Гео́ргіївна (1905—1971) — російська актриса. Заслужена артистка Росії (1935).
Народилася 22 січня 1905 р. Померла 1 серпня 1971 р. Навчалась у кіношколі Б. В. Чайковського в Москві та Ленінградській театральній майстерні під керівництвом Бориса Зона.

## Фільмографія
- 1922: «Шведський сірник» — дружина станового
- 1926: «Катерина Ізмайлова»
- 1927: «Ордер на життя» — Маргарита
- 1928: «Місяць зліва» — Манька
- 1929: «Каїн і Артем» — жінка на ринку
- 1930: «Поворот» — Улька
- 1934: «Щастя» — Анна
- 1939: «Моряки» — Івановська
- 1948: «Першокласниця» — Вероніка Іллівна, директор школи
- 1950: «В мирні дні».